# Kanton Saint-Pierre (Martinique)
Kanton Saint-Pierre is een voormalig kanton in het Franse departement Martinique. Het maakte deel uit van het arrondissement Saint-Pierre en telde 5420 inwoners (2007). Het kanton had een oppervlakte van 63 km² en een dichtheid van 86 inwoners per vierkante kilometer. Het werd zoals alle kantons van Martinique opgeheven op 1 januari 2016.

## Gemeenten
Het kanton Saint-Pierre omvatte de gemeenten:
- Fonds-Saint-Denis
- Saint-Pierre (hoofdplaats).